# Екстремальний виклик
«Екстремальний виклик» (англ. Extreme Challenge) — бойовик 2001 року, створений як спільний проєкт американської та китайської кіноіндустрій. Фільм став помітним явищем початку 2000-х завдяки поєднанню елементів екшену, бойових мистецтв і технологічного шпигунства.

## Сюжет
У фільмі йдеться про таємний міжнародний турнір з бойових мистецтв, в якому беруть участь найкращі бійці з усього світу. Турнір організовано великою корпорацією для випробування нової технології спостереження. Але все виходить з-під контролю, коли учасники підозрюють змову. Головні герої намагаються не лише перемогти, а й викрити справжні наміри організаторів.

## Виробництво
Фільм знято в Гонконгу, Китаї та США. Це один із перших фільмів, у якому режисер Стенлі Тонг поєднав західний стиль екшену з традиційними східними бойовими мистецтвами. Хоча фільм не мав великого комерційного успіху, він здобув популярність серед фанатів жанру.